# Gaudete in Domino
Gaudete in Domino VI. Pál pápa 1975-ben a meghirdetett Szentév alkalmából írt apostoli buzdítása, melynek témája a keresztény öröm.

## Bevezetés
A pápa szándéka hogy mindaz a túláradó öröm – mely a Szentlélek ajándéka – vigasz legyen különösen azoknak, akik legjobban rászorulnak, nyomorban, reménytől megfosztva élnek. Erre a példát Pál apostol adja: "Vigasz tölt el s minden bajom közt is túlárad bennem az öröm". A szentatya bevezetőjében buzdítja a hívőket az emberiség teljes boldogságának elérése érdekében – a hívők újuljanak meg Krisztus szeretetében, kérjék az öröm ajándékát a Szentlélektől.

### I. Az emberek vágyódnak az örömre
A Szentatya utalva a Teremtéstörténetre idézi a Bibliát: "És látta Isten, hogy jó" Tehát Isten előkészítette az ember szívét és értelmét az igazság és öröm befogadására. Amikor az ember ráeszmél a világra, akkor azt birtokba akarja venni és abban saját kiteljesedését megvalósítani. Ezután a Szentatya feltárja a boldogság fokozatait. Az ember,:
- a megszerzett jót felsőbb képességeivel élvezi;
- kapcsolatba kerül a természettel, az embertársaival és annak értékeivel;
- és még magasabb rendű öröm, ha az ember Istent magáénak mondhatja, akiben megismerheti a változhatatlan jót. Ezt a belső fényt a költők, művészek és nagy gondolkodók képesek voltak – és ma is -, hogy megtapasztalják.

Ezután a pápa számba veszi az öröm megszerzésének nehézségeit és hiányosságait:
- Futó élvezetek között nincs tökéletes boldogság.
- A korlátok megtapasztalása a valóság és a vágy között.
- A technikai találmányok és az élvezetek megsokasodása ellenére is fokozódnak az öröm elérésének nehézsége, mert nem anyagi jellegű dolgok mögött keresendő, hanem az öröm szellemi eredetű.
- Mesterséges paradicsom
- Nyereséghajszoló ipar
- A jövőbe vetett bizalmatlanság
- Egyedüllét, tartalmi üresség, baráti közösség hiánya
- Testi, erkölcsi bajok
- Éhség, háború, számkivetettség

A Szentatya szemlélve ezeknek a bajoknak sokaságát – melyekre a felfejlődött hírközlő eszközök mutatnak rá -, felismeri, hogy a lelkiismeretre szinte megoldhatatlan problémát jelentenek. De akkor is fel kell emelni szavunkat a leginkább nélkülöző rétegek érdekében, és keresni kell a megoldásokat:
1. Egyesített erő kell, hogy a számkivetettek a minimumot megkapják. Ebben nyilvánul meg Isten műve, a krisztusi paradicsom. Békét hoz, reményt kelt, összetartozóvá tesz és boldogságot ad legfőképp, mert adni nagyobb öröm, mint kapni. Ne feledkezzenek meg az emberek felebaráti szeretetükről és tegyék otthonosabbá az igazságosságot és a szeretetet.
2. Újból megtanulni a lélek egyszerűségében élvezni az emberi örömöket:

- Tiszta megszentelő szeretet öröme
- Megbékéltető öröm, mely a természet csendességéből fakad.
- Alkotás öröme
- Hűséges kötelességteljesítés öröme
- Barátságból fakadó segítségnyújtás öröme
- Áldozatosság öröme

A pápa levonja mindezekből a végkövetkeztetést, a lélek rendjének mai állapotában nincsen meg az az erő, amely vállalni tudná a szenvedést. Hanem minél inkább szem elől veszti az élet értelmét a lélek összetörik, nem bízik önmagában. Evvel megfosztja önmagát szent jellegétől, és elszakítja a köteléket, amely Istenhez fűzte. Isten az ember előtt értelmetlennek tűnik és az Isten csendje terhére lesz.

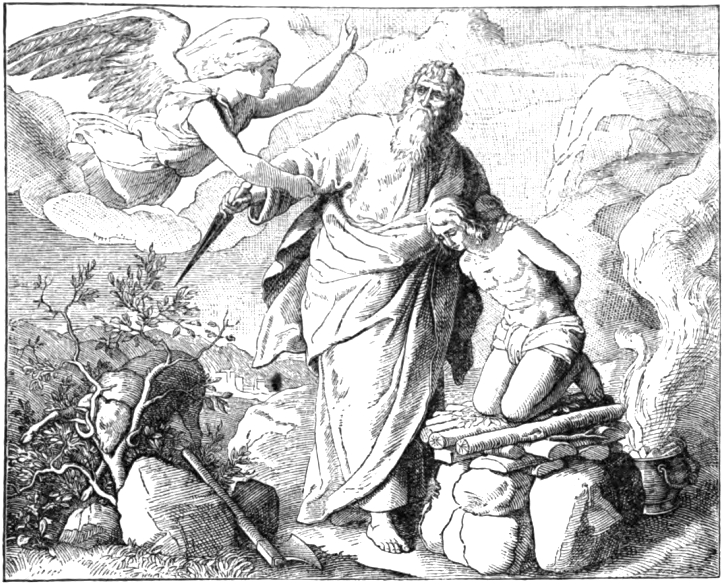
Ábrahám annyira szereti Istent, hogy egyszülött gyermekét is feláldozná

### II. AzÓszövetségbeígéri a keresztény örömöt

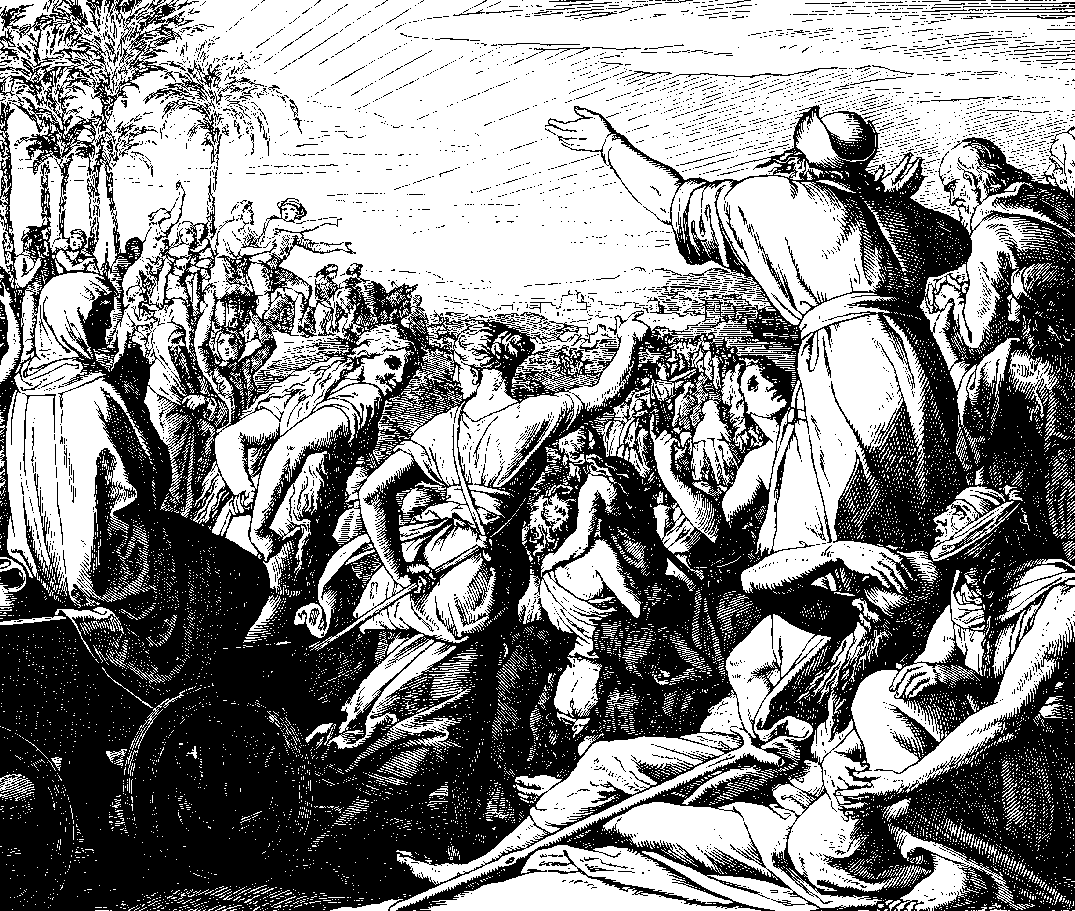
A fogságból való kiszabadulás és hazatérés öröme

A Szentatya Krisztusban látja Isten akaratának kinyilatkoztatását, és a keresztény örömöt elénk tárta, az ő jóságos terve szerint. Az öröm ugyan felcsillan az Ószövetség népének, de homályban marad, és a lényege még nem volt világos. Példákat hoz ennek a gondolatkörnek megvilágítására. 
- Ábrahám elnyerte a prófétai örömöt fia Izsák születésekor. Ez tovább magasztalódik, amikor fia áldozati próbájában visszakapta fiát élve., ami jelképezi az Egyszülött Fiú feltámadását.
- Izrael prófétai öröme, hogy hitetlenségük, üldöztetésük ellenére kivirul, felélednek Ábrahám utódai, amely a fogságból való kiszabadulásban válik nyilvánvaló örömmé.
- A mózesi húsvét öröme a kedvelt népnek adott Szövetség ígérete, melyet kegyelemből kapott Istentől. Ez előképe amelyet Jézus Krisztus valósít meg az új és örök szövetség húsvéti rendjében. Lényege Istennel és Istenért élünk.

### III. AzÚjszövetségöröme
1. Emmanuel eljövetele.

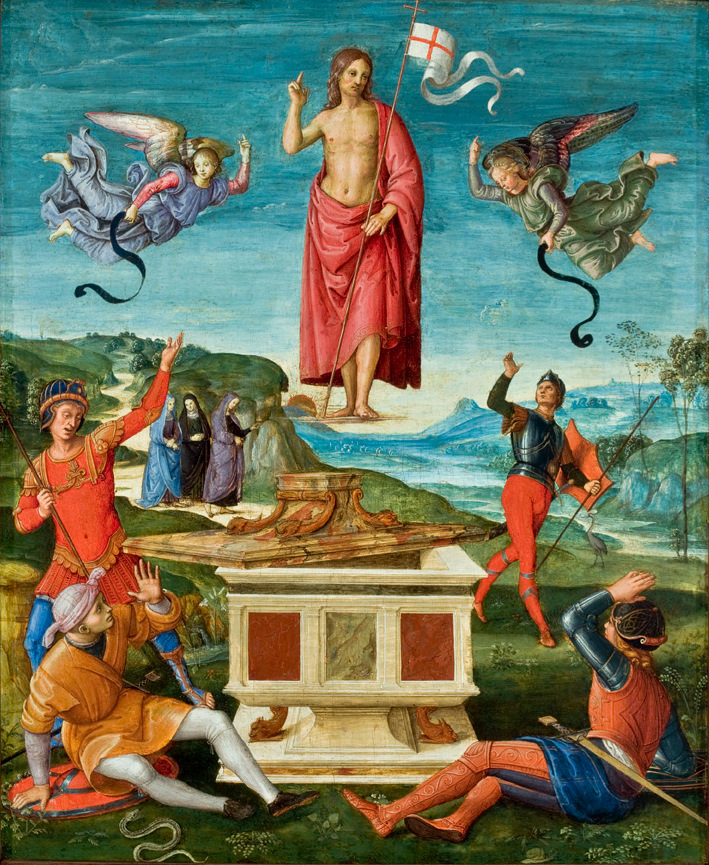
Készségességében feláldozza életét, hogy majd újra felvegye (Jn 10,17).

Az Istentől kapott ígéret és remény átszármazott Krisztus egyházára, – a béke jegyében -, ami Krisztus eljöveteléhez kötődik. Őtőle hozott örömből senki sincs kirekesztve, – minden népnek szól -, mert Gábriel arkangyal elhozta az örömhírt – először Szűz Máriának – a Megváltó születését, amit Izrael népe sóvárogva várt. Emmanuel a földre érkezett, velünk az Isten. 
Ennek örül a Szűzanya a Magnificatban is. Keresztelő Szent János is örül az anyaméhben (Lk 1,41-45) és Krisztus nyilvános működésének megkezdésekor is.
2. Az emberi természetű Krisztus szemlélete helyesli az emberi élet örömeit. Ezek mindennapos örömök. Hirdeti a mindenki által érthető emberi örömöket:
- Jézus csodálta az ég madarait, mezők virágait. Megdicséri a vetést és aratást, a pásztort, a kincset találó embert, az asszonyt aki megtalálja elveszett drachmáját, az ünnepre hivatalosokat, a tékozló fiút visszafogadó apát, a szülő anyát. Mindezek a mennyország előképei.
- Jézus örült az őhozzá futó gyermekeknek, az embereknek akik befogadják tanításait, a szomorúaknak vidámságot, szegényeknek üdvösséget hirdet. Örül a megszabadulásoknak, megtéréseknek, derék gazdag magasra törő ifjúnak és annak a szegény özvegyasszonynak aki alamizsnát ad.

Összefoglalásul megemlíti, hogy keresztény vonás, hogy az ember él mindavval az emberi örömökkel amit a Teremtő adott, hálát adva az Atyának.
3. Jézus saját öröme. Jézus végtelen szeretetének látható tulajdonságai a béke, az erő, nagy segítőkészség. Ennek forrása az, hogy érzi, hogy az Atya szereti őt. Nyilvánvaló lesz a Bibliából keresztelkedésekor: "Te vagy az én Fiam, benned telik kedvem." Ez a szeretet közössé válik, Jézus mondja: "Amint az Atya ismer engem, úgy én is ismerem az Atyát.", és kölcsönösen egymásban laknak (Jn 14,10). Ebben a közös örömben, – ami az Ő eledele -, véghez viszi azt amivel az Atya megbízta  (Jn 8,29 és 4,34) . Készségességében feláldozza életét, hogy majd újra felvegye (Jn 10,17).
4. A meghívottak öröme. Jézus azt szeretné, hogy tanítványai és minden Krisztusban hívő ember részese legyen az ő örömének. Bár göröngyös az út, de a Mennyek Országa nagy örömöt rejt, aminek előképe bizonyára a nyolc boldogság lehet. A tizenkét tanítvány is megszilárdult abban a kiolthatatlan örömben, hogy húsvét estéjén saját szemükkel látták a feltámadt Krisztust. A pápa ebből azt a következtetést vonja le, hogy az egész emberiség sorsát éppen a keresztény életrend fejti meg avval, hogy a fájdalom és szenvedés -melyet nem lehet kiiktatni -, egy egészen új értelmet nyernek, mert részese az Úr megváltásának. A húsvéti áldozat jegyében, szeretettel vállalta a halált, és emiatt jutott élethez és szeretethez.
A pápa azzal zárja ezt a fejezetet, hogy a mi korunk emberei hamis boldog csillogásában élők képtelenek átérezni ami Isten lelkéből fakad. Ők balgaságnak tartják, mert csak az egyik oldalt szemlélik, a szegénységet, a tanítványok fájdalmait és nem veszik észre, hogy a követők lelkük mélyén mély örömet éreznek, mert életközösségben vannak az Úrral.

### IV. Öröm a szentek szívében
A pápa ebben a fejezetben felsorakoztatja azokat, akik különféle élethivatásuk szerint tanúskodnak a keresztény öröm misztériumáról.
- Boldogságos Szűz Mária Isten alázatos szolgálóleánya, minden teremtménynél jobban megértette, hogy Isten csodát művel. Bár élete semmiben sem tér el egy szokványos életmódtól, de minden isteni jeladáson elmélkedett szívében. Sok jutott a szenvedésből, a keresztfánál is ott állt, és ott anyai fájdalma egyesítette Fia szívével. A Szentatya bőségesen idézi a Magnificatot, Mária hitvallását. Végül megjegyzi, ő részesült először a feltámadás örömében.

A vértanúk, akik testi gyötrelmek ellenére is bíztak a Szentlélekben. Az első vértanú Szent István (vértanú) halálakor látta a mennyet szétnyílni. Vagy Nagy Szent Leó megállapítja, hogy a keresztény üldözések nemhogy megapasztják, hanem minden egyes vértanú elhullása megsokszorozza és növeli az egyházat.
A lelki élet mesterei Órigenész például többször kitér arra, hogy Krisztus bensőbb megértése lelki ujjongással jár. Az első ilyen ember az agg Simeon volt, aki megértette – amikor magához ölelte a csecsemő Jézust –, hogy a világ üdvösségének eljöttét tartja karjaiban, Őt, akivel a világ kibékült istennel.
A Szentatya ezek után felsorolja a középkor gondolkodóit, Nicolaus Cabasilast, Hippói Szent Ágostont, Szent Bernátot, Szent Domonkost, Loyolai Ignácot, Keresztes Szent Jánost, Ávilai Szent Terézt, Szalézi Szent Ferencet, Bosco Szent Jánost. Ezek közül kiemeli
Assisi Szent Ferencet, aki mindenét otthagyta Krisztusért, és aki megénekelte a Naphimnuszt: boldogok akik beleolvadnak Isten akaratába.
Utána Lisieux-i Szent Terézt, aki példa lett a tökéletes Isten átadásra. Míg végül
Maximilian Kolbét, aki a vérontás idején, egy ismeretlennek áldozta fel önmagát, hogy embertársát megmentse a haláltól.
Összefoglalásként a pápa megemlíti, hogy amikor az Isten és az emberi öröm összeolvad, és a szívüket az egész társadalom elé tárják, akkor az örök jóság felé vágyakoznak. Az Atya hasonlóságot ad, és az Isten képére formált emberek a szentek.

### V. Az egész nép öröme
A pápa figyelme újra a jelenlegi emberiség felé fordul, akik kevés figyelmet szentelnek a természetfeletti kincseknek. A keresztény öröm bemutatása nem azért van, hogy elcsüggedjenek az emberek, hanem ellenkezőleg a hit szerzőjéhez fordulva Jézushoz aki ugyan elutasította a felkínált örömöket, helyette elszenvedte a keresztfát, azonban most megdicsőülve ott ül az Atya jobbján. Isten hívása mindenkinek szól. Terve a fájdalmat örömmé változtatni. Az Isten látható keretein belül élők, ha lelkiismeretükre hallgatnak, abban Isten visszhangzik, az emberek jó úton vannak. A bűnök megvallása meg nem visszatérés a múltba, hanem a helyes útra lépés, ami életszentség a béke és öröm forrása.

### VI. Öröm és remény az ifjúság szívében
Kell, hogy az egyház megfiatalítsa magát. remélhetőleg az egyház talál olyan érett embert, aki képes az ifjúságot megérteni, szeretni és irányítani, és felkészíteni az örök igazságra. A pápa tanúsítja a fiataloknak írott személyes hangvételben, hogy az igazságból lelki öröm fakad. Bár tudja sokan úgy vélik nem található meg az életet adó igazság. Biztatja őket, hogy a magasabb dolgok felé legyenek hajlamosak, és ha készek ennek befogadására, akkor személyes kibontakoztatások és Isten népének jövő történetét adják.

### VII. A zarándokok öröme a Szentévben
VI. Pál pápa római zarándoklatra hívja a Szentév keretében a hívőket, és akik csak lélekben tudnak jelen lenni azoknak is az egységet és egyetértést kér, a szeretetet amely a lélek ajándéka. Sokak lebecsülése ellenére tanúságot, alázatot, türelmet kér.

### Befejezés
A pápa megerősíti mondanivalóját a szeretetről, és avval búcsúzik, hogy a megdicsőült Krisztus járt tanítványai között (halála és feltámadása után), hogy mindenkit meghívjon a feltámadása miatt lehetségessé vált megújhodásra.